# Angela Leyva
Angela Leyva (ur. 22 listopada 1996 w Limie) – peruwiańska siatkarka, reprezentantka kraju, grająca na pozycji przyjmującej. 

## Sukcesy klubowe
Liga peruwańska:
- 2014, 2015, 2016, 2018
- 2012, 2013, 2017

Klubowe Mistrzostwa Ameryki Południowej:
- 2016
- 2015, 2017

Puchar Brazylii:
- 2018

Liga brazylijska:
- 2019

## Sukcesy reprezentacyjne
Mistrzostwa Ameryki Południowej Kadetek:
- 2012

Mistrzostwa Ameryki Południowej Juniorek:
- 2012, 2014

Mistrzostwa Ameryki Południowej:
- 2015
- 2017, 2019

## Nagrody indywidualne
- 2012: MVP i najlepsza atakująca Mistrzostw Ameryki Południowej Kadetek
- 2012: Najlepsza serwująca Mistrzostw Ameryki Południowej Juniorek
- 2013: Najlepsza atakująca Mistrzostw Świata Kadetek
- 2014: Najlepsza przyjmująca Klubowych Mistrzostw Ameryki Południowej
- 2015: Najlepsza przyjmująca Klubowych Mistrzostw Ameryki Południowej
- 2015: Najlepsza atakująca Pucharu Panamerykańskiego
- 2015: Najlepsza przyjmująca Mistrzostw Ameryki Południowej
- 2016: Najlepsza przyjmująca Klubowych Mistrzostw Ameryki Południowej
- 2016: Najlepsza przyjmująca i punktująca Pucharu Panamerykańskiego U-23
- 2017: Najlepsza przyjmująca Klubowych Mistrzostw Ameryki Południowej
- 2017: Najlepsza przyjmująca Mistrzostw Ameryki Południowej